# Wapen van Capelle aan den IJssel

Wapen van Capelle aan den IJssel

Het wapen van Capelle aan den IJssel is op 24 juli 1816 bij Koninklijk Besluit aan de gemeente Capelle aan den IJssel toegekend. Het wapen is gelijk aan het wapen dat de heerlijkheid reeds in de achttiende eeuw voerde. De herkomst van de vissen is vermoedelijk de visserij, die van oudsher van belang was in dit gebied. De vissen zijn waarschijnlijk bermen, familie van de karperachtigen.

## Blazoenering
De beschrijving van het wapen is als volgt: " Van zilver beladen met 2 geadosseerde visschen van sabel".
N.B. de heraldische kleuren in het schild zijn: zilver (wit) en sabel (zwart).